# John Buchanan (judoka)
John Buchanan (Edimburgo, 7 de diciembre de 1975) es un deportista británico que compitió en judo. Ganó una medalla de bronce en el Campeonato Mundial de Judo de 2001, en la categoría de –60 kg.

## Palmarés internacional
| Campeonato Mundial | Campeonato Mundial | Campeonato Mundial | Campeonato Mundial |
| Año                | Lugar              | Medalla            | Categoría          |
| ------------------ | ------------------ | ------------------ | ------------------ |
| 2001               | Múnich (Alemania)  | Medalla de bronce  | –60 kg             |